# Hemeroblemma loxiaepennis
Hemeroblemma loxiaepennis är en fjärilsart som beskrevs av Achille Guenée 1852. Hemeroblemma loxiaepennis ingår i släktet Hemeroblemma och familjen nattflyn. Inga underarter finns listade i Catalogue of Life.